# Jules Guesde

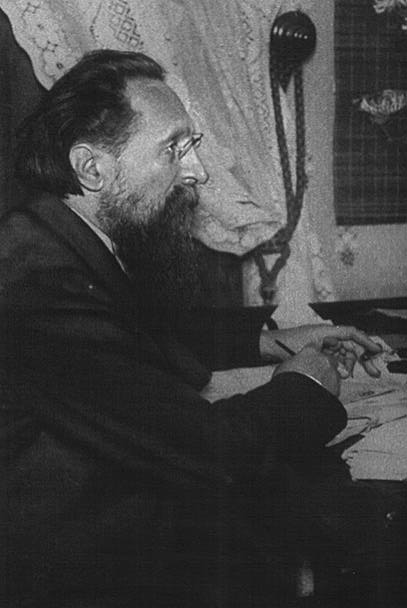
Jules Guesde

Jules Bazile, més conegut com a Jules Guesde, (París, 11 de novembre del 1845 - Saint-Mandé, 28 de juliol del 1922)fou un polític i periodista socialista marxista francès, fundador del Partit Obrer Francès. Fou, també, el principal difusor del pensament de Karl Marx en la seva versió més mecanicista, que s'anomenà al llarg del temps guesdisme.
El 1882, fundà amb Paul Lafargue i Paul Brousse (que s'escindí més tard per formar el POSR) el Partit Obrer Francès (POF). Guesde no creia en l'acció sindical i s'alineava amb un parlamentarisme tàctic, tot rebutjant qualsevol acord amb els partits burgesos. El 1893, fou elegit diputat de Roubaix, tot afirmant-se col·lectivista, internacionalista i revolucionari. El 1899, s'oposà a Jean Jaurès per la participació en el ministeri burgès de Pierre Waldeck-Rousseau.
El 1901, el POF es fusionà amb altres forces socialistes per formar el Partit Socialista de França. El 1905, el Partit Socialista de França i el Partit Socialista Francès es fusionaren per formar la Secció Francesa de la Internacional Obrera (SFIO). A partir d'aquell moment, Guesde perdé importància davant l'ascens de Jean Jaurès. Igualment, anà escorant-se vers un major possibilisme dins la Segona Internacional.
Entre 1914 i 1916, en el si de la Primera Guerra Mundial i els pactes de la Union sacrée, fou ministre d'estat i adoptà posicions nacionalistes.